# Gevangenenkamp Guantanamo Bay
Gevangenenkamp Guantanamo Bay is een militaire gevangenis gelegen op de Amerikaanse militaire basis Guantanamo Bay in het zuidoosten van Cuba. De gevangenis werd opgezet in januari 2002. Donald Rumsfeld, destijds Amerikaans minister van Defensie, verklaarde dat het kamp was opgezet om buitengewoon gevaarlijke gevangenen vast te houden, en om gevangenen te berechten voor oorlogsmisdaden. Het kamp wordt beheerd door de Joint Task Force Guantanamo.
Het kamp bestaat uit meerdere delen: Camp Delta, Camp Echo, Camp Iguana en het inmiddels gesloten Camp X-Ray.

## Martelingen
Het Internationaal Comité van het Rode Kruis inspecteerde het kamp in juni 2004. In een vertrouwelijk rapport dat uitkwam in juli 2004 (en in november 2004 uitlekte naar The New York Times) beschuldigde het Rode Kruis de Amerikaanse militairen van het toepassen van "vernederende handelingen bij de gevangenen, eenzame opsluiting, extreme temperaturen en het dwingen om bepaalde houdingen in te nemen", met als doel "de wil van de gevangenen te breken"; de inspecteurs schreven in hun verklaring dat "de constructie van een dergelijk systeem, dat het verkrijgen van informatie als gesteld doel heeft, niet anders kan worden gezien dan een vooropgezet systeem van wrede, ongebruikelijke en vernederende behandeling en een vorm van marteling".

## Kritiek
Vanuit de internationale wereld kwam er veel kritiek op het kamp. Onder andere Amnesty International en Human Rights Watch hebben in de beginperiode kritiek geuit op de regering-Bush, omdat deze de basismensenrechten schond, en omdat de Geneefse Conventies niet werden nageleefd.

## President Obama's belofte tot sluiting
Tijdens de presidentscampagne van 2008 noemde Barack Obama de gevangenis op Guantanamo Bay "een treurig hoofdstuk in de Amerikaanse geschiedenis" ("a sad chapter in American history") en beloofde het kamp te zullen sluiten. Na zijn verkiezing verklaarde Obama echter op 22 januari 2009 dat het kamp nog 120 dagen open moest blijven, om voor iedere gedetineerde te bepalen hoe deze berecht moest worden. Aan het eind van 2009 gaf Obama toe dat hij de deadline voor sluiting had gemist, en dat het kamp mogelijk in 2010 gesloten zou worden, echter zonder het noemen van een specifieke deadline. Op 21 september 2012 werd een lijst van 55 namen van de in totaal 86 gevangenen vrijgegeven die Guantanamo Bay zouden verlaten om elders gevangen gehouden te worden. In november 2012 stemde de Senaat tegen het plan om gedetineerden naar de Verenigde Staten te verplaatsen. Eind 2013 verklaarde Obama nog steeds met het idee rond te lopen om de gevangenen van Guantanamo Bay in de Verenigde Staten te berechten. Uiteindelijk heeft Obama Guantanamo Bay niet gesloten. Begin 2017 werd Donald Trump president van de Verenigde Staten. Hij hield de gevangenis open en liet geen gevangenen meer vrij. In juli 2021 werd onder het bewind van de opvolger van Trump, Joe Biden, de 56-jarige Marokkaan Abdul Latif Nasser vrijgelaten. Hierna zaten er nog 39 gevangenen in Guantanamo Bay.